# Katja Martinez
Katja Martínez de La Presa (ur. 24 lipca 1995) – argentyńska aktorka i piosenkarka znana głównie z udziału w serialu młodzieżowym Soy Luna.

## Kariera
Od dziecka uczęszczała na zajęcia teatralne, śpiew i komedie muzyczne u różnych nauczycieli.
W 2012 podjęła niewielką współpracę przy tworzeniu albumu muzycznego zespołu, do którego należał jej ojciec. Śpiewała drugi głos w piosence „Me gusta” (również podczas recitalu na żywo). Później w 2014 wzięła udział w teledysku do piosenki „Caminando”. W tym samym roku zadebiutowała jako aktorka w komedii muzycznej Criatura Emocional.
Wzrost jej popularności nastąpił w 2016, gdy zagrała rolę Jazmín Carvajal w serialu młodzieżowym Soy Luna, dzięki której została nominowana do nagrody Kids’ Choice Awards Argentina. Przyczyniła się również do powstania ścieżki dźwiękowej tego serialu i razem z resztą obsady uczestniczyła w trasach koncertowych.

## Życie prywatne
Jest córką argentyńskiego muzyka Andrésa Ciro Martínez (obecnego lidera Ciro y los Persas) i piosenkarki Caroliny de la Presa. Jest w związku z Mateo Vartparonianem. Jedną z jej najlepszych przyjaciółek jest Karol Sevilla. Rodzina, przyjaciele, jak i również fani zwracają się do niej Katu bądź Kati.

## Filmografia
TV
| Rok          | Tytuł              | Bohater         |
| ------------ | ------------------ | --------------- |
| 2014         | Tu cara me suena 2 | Zayn Malik      |
| 2016 – teraz | Soy Luna           | Jazmín Carvajal |

Teatr
| Rok  | Tytuł              |
| ---- | ------------------ |
| 2014 | Criatura emocional |

Videoclipy
| Rok  | Tytuł                   | Bohater                | Zespół            |
| ---- | ----------------------- | ---------------------- | ----------------- |
| 2014 | Caminando               | Nastolatka Ciro        | Ciro y los Persas |
| 2017 | Toaster Give me back my | Statua sprawiedliwości | Ciro y los Persas |

## Dyskografia
| Ścieżki dźwieękowe | Ścieżki dźwieękowe                                                                             | Ścieżki dźwieękowe  |
| Rok                | Piosenka                                                                                       | Album               |
| ------------------ | ---------------------------------------------------------------------------------------------- | ------------------- |
| 2012               | Me gusta                                                                                       | 27                  |
| 2016               | Sobre ruedas (z Karol Sevilla, Valentina Zenere, Ana Jara, Chiara Parravicini i Malena Ratner) | Soy Luna            |
| 2016               | Camino (z obsadą Soy Luny)                                                                     | Soy Luna            |
| 2016               | Vuelo (z obsadą Soy Luny)                                                                      | Música en ti        |
| 2016               | Chicas asi (z Valentina Zenere i malena Ratner)                                                | Música en ti        |
| 2016               | A rodar mi vida (z obsadą Soy Luny)                                                            | Música en ti        |
| 2016               | Alas (Radio Disney Vivo) (z obsadą Soy Luny)                                                   | Música en ti        |
| 2016               | Hoy te vas                                                                                     | Naranja Persa       |
| 2017               | Fush, ¡Te Vas!                                                                                 | La vida es un sueño |
| 2017               | Valiente (z obsadą Soy Luny)                                                                   | La vida es un sueño |
| 2017               | Cuenta conmigo (z obsdą Soy Luny)                                                              | La vida es un sueño |
| 2017               | Footloose (z obsadą Soy Luny)                                                                  | La vida es un sueño |
| 2017               | Siempre Juntos (wersja grupowa) (z obsadą Soy Luny)                                            | La vida es un sueño |

## Nagrody i nominacje
| Rok  | Nagroda                       | Kategoria        | Praca    | Rezultat  |
| ---- | ----------------------------- | ---------------- | -------- | --------- |
| 2016 | Kids’ Choice Awards Colombia  | Ulubiona aktorka | Soy Luna | Nominada  |
| 2016 | Kids’ Choice Awards Argentina | Ulubiona aktorka | Soy Luna | nominacja |